# Oleksandr Okuns'kyj
Oleksandr Vasil'ovyč Okuns'kyj (in ucraino Олександр Васильович Окунський?; Chișinău, 13 luglio 1971 – Kiev, 21 gennaio 2019) è stato un cestista ucraino, fino al 1991 sovietico.

## Carriera
Con l'Ucraina disputò tre edizioni dei Campionati europei (1997, 2001, 2003).

## Palmarès
- Campionato lituano: 1

Lietuvos rytas: 1999-2000